# هموديا
هَمُودِيَّا أو هَمُودِيئَا (بالعبرية: המודיע) صحيفة يومية باللغة العبرية تصدر في القدس، ولها نسخة يومية تصدر في الولايات المتحدة الأمريكية باللغة الإنكليزية، ونسخ أسبوعية تصدر في فرنسا وإسرائيل باللغتين الفرنسية والإنكليزية تِباعا. شعارها «صحيفة يهود التوراة»، وهي إحدى أبلغ الصحف تأثيرا في المجتمع الحَرِدِيِّ بحسب صحيفةِ هآرتسَ ذاتِ الميول اليسارية.